# عباسیه، صور
عباسیه (به عربی: عباسية) یک منطقهٔ مسکونی در لبنان است که در شهرستان صور واقع شده‌است.